# 瑟拉山脈

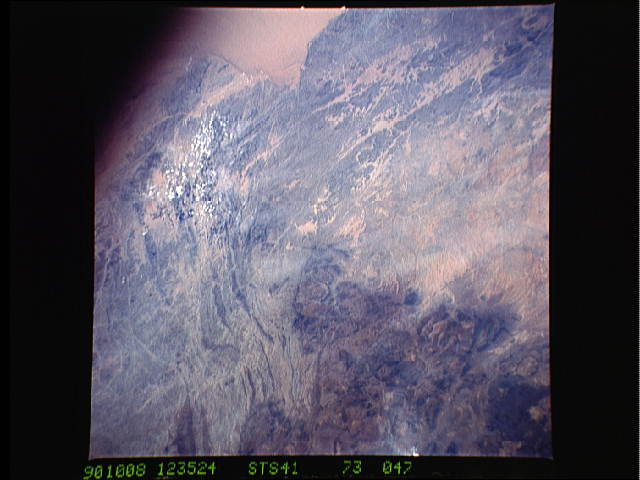

瑟拉山脈是西非國家安哥拉的山脈，位於該國中南部，屬於大陡崖的一部分，高達幾千英尺的陡坡地勢險峻，西面有數個殘丘，山脈最高點海拔高度2,306米。